# Pleocoma badia
Pleocoma badia is een keversoort uit de familie Pleocomidae. De wetenschappelijke naam van de soort is voor het eerst geldig gepubliceerd in 1917 door Fall.